# Lustrochernes silvestrii
Lustrochernes silvestrii är en spindeldjursart som beskrevs av Beier 1932. Lustrochernes silvestrii ingår i släktet Lustrochernes och familjen blindklokrypare. Inga underarter finns listade i Catalogue of Life.